# Thạch Đạn
Thạch Đạn là một xã thuộc huyện Cao Lộc, tỉnh Lạng Sơn, Việt Nam.

## Địa lý
Xã Thạch Đạn có vị trí địa lý: 
- Phía bắc giáp xã Bảo Lâm
- Phía nam giáp xã Hợp Thành và xã Hòa Cư
- Phía đông giáp xã Thanh Lòa và xã Lộc Yên
- Phía tây giáp xã Thụy Hùng và thành phố Lạng Sơn.

Xã Thạch Đạn có diện tích 35,3 km², dân số năm 1999 là 2.847 người, mật độ dân số đạt 81 người/km².
Theo thống kê năm 2019, xã Thạch Đạn có diện tích 35,3 km², dân số là 2.851 người, mật độ dân số đạt 81 người/km².

## Hành chính
Xã có 8 thôn gồm: Bản Cưởm; Còn Quyền; Bản Đẩy; Nà Mon; Nà Lẹng; Bản Roọc; Nà Sla; Khuôn Cuổng. 8 thôn chia làm 22 bản: Cốc Slé; Mu Ngạp; Còn Quyền; Bản Tàn; Bản Cưởm; Bản Đẩy; Bản Áng; Nà Vá; Nà Ca; Nà Mon; Bản Phường; Thông Cùm; Nà Lẹng, Bản Mạc; Trang Khuổi; Nà Dài; Bản Roọc; Nà Nhàn; Nà Pao; Khuôn Cuổng; Nà Sla; Nà Khưa.